# Flugzeugkatastrophe von Nikosia
Koordinaten: 35° 6′ 29,8″ N, 33° 17′ 13,5″ O
Bei der Flugzeugkatastrophe von Nikosia wurde am 20. April 1967 eine Bristol Britannia 313 der schweizerischen Globe Air nahe dem Flughafen Nikosia auf Zypern in den Boden geflogen. 126 Personen kamen dabei ums Leben. Der Unfall gilt bis heute sowohl als der schwerste Flugunfall auf Zypern als auch der Bristol Britannia.

## Das Fluggerät
Die Bristol Britannia mit dem Luftfahrzeugkennzeichen HB-ITB wurde 1957 gebaut und war bis zum Unfallzeitpunkt 20.632 Stunden geflogen.

## Flugverlauf
Die Maschine war vom Flughafen Bangkok über Colombo (Sri Lanka) und Bombay (heute Mumbai) auf dem Weg nach Zürich mit Zwischenlandung auf dem Flughafen Kairo-International in Ägypten. Die Piloten entschieden sich aufgrund des schlechten Wetters in Kairo, auf dem Flughafen Nikosia auf Zypern zu landen. Am Flughafen Nikosia herrschte am 20. April 1967 um 01:13 Uhr ebenfalls schlechtes Wetter, wobei die Maschine in schwerem Regen einen Landeversuch abbrach. Beim zweiten Versuch, auf der Landebahn 32 zu landen, flogen die Piloten zu niedrig an, brachen den Landeversuch ab, begannen nach dem Überfliegen der Landebahn eine Linkskurve einzuleiten. Dabei kollidierte das Flugzeug mit dem Gelände. Bei dem Unfall kamen 117 Passagiere und neun Besatzungsmitglieder ums Leben. Drei Passagiere und eine Flugbegleiterin überlebten den Unfall.
Von den unter den Opfern befindliche Schweizern wurden 22 in Einzelgräbern auf dem Friedhof der Commonwealth War Graves Commission in Larnaka begraben. Diese Einzelgräber wurden im September 2009 aufgelassen und die Leichname in ein Gemeinschaftsgrab mit einer Gedenktafel umgebettet.
Die Fluggesellschaft ging als Folge des Unfalls im Oktober 1967 in Konkurs.

## Ursache
Die zypriotische Flugunfallkommission stellte keine technischen Defekte an der Maschine fest, welche zum Unfall geführt haben könnten. Warum die Piloten nach Nikosia und nicht wie im Flugplan angegeben zum Flughafen Beirut ausgewichen waren, konnte ebenfalls nicht mehr geklärt werden. Zum Unfallzeitpunkt hatte der Kopilot keine gültige Verkehrspilotenlizenz und der Kapitän hatte den Beginn seiner vorgeschriebenen Ruhezeit um mindestens 2 Stunden und 47 Minuten überschritten.